# Osman Coşgül
Osman Coşgül (* 1. Juli 1928 in Istanbul; † 8. Oktober 2001) war ein türkischer Langstreckenläufer.
1950 wurde er bei den Europameisterschaften in Brüssel Achter über 10.000 Meter.
Bei den Olympischen Spielen 1952 in Helsinki kam er über 10.000 Meter auf den 15. Platz und schied über 5000 Meter im Vorlauf aus.
Über 5000 Meter scheiterte er bei den Europameisterschaften 1954 in Bern im Vorlauf und gewann bei den Mittelmeerspielen 1955 Silber.

## Persönliche Bestzeiten
- 5000 m: 14:36,2 min, 22. Juli 1952, Helsinki
- 10.000 m: 30:42,4 min, 20. Juli 1952, Helsinki